# 吉田四郎
吉田 四郎（よしだ しろう、1910年9月 - 1997年12月18日）は、日本の実業家・技術者。旭硝子株式会社（現・AGC株式会社）で常務取締役を務め、戦後のブラウン管テレビ用ガラスの国産化および量産体制の確立に貢献。日本の高度経済成長を支えた素材産業の技術系経営者の一人である。

## 経歴
鳥取県八頭郡安井宿（現八頭町）に生まれ、鳥取県立鳥取中学校（旧制）、旧制第一高等学校を経て、東京帝国大学工学部応用化学科を卒業。
卒業後、旭硝子株式会社（現・AGC）に入社し、技術者としてガラス製造現場に携わる。1950年代、白黒テレビの急速な普及を背景に、テレビ用ブラウン管ガラス（バルブ）の国産化プロジェクトに参画。1955年、旭硝子が国内で初めて量産を開始したテレビ用ガラスの開発・製造において中心的役割を果たす。
以後、製造・技術部門を歴任し、1970年代には常務取締役、硝子本部管球硝子部長として、同社の経営に参画。自動車用・建築用ガラス、化学製品（苛性ソーダ、イオン交換膜）分野にも関与し、生産技術の高度化・環境対応に尽力した。
技術畑出身の役員として、研究開発体制の強化や後進育成にも注力。1980年代までに退任後は業界団体等を通じ、ガラス・セラミックス技術の普及に貢献した。

## 人物
妻・良枝（よしえ）は、戦前・戦後に逓信大臣・文部大臣などを歴任した政治家・植原悦二郎の長女である。両家の縁から、評論家・清沢洌との親交もあったことが日記に記されている。
1944年（昭和19年）当時、清沢洌の『暗黒日記』には吉田夫妻が登場しており、良枝は軍部や教育制度に対し自由主義的な批判を述べていた。吉田については「優しすぎるくらい優しい」と記されており、穏やかで協調的な性格だったことがうかがえる。
また、1978年時点では、旧制鳥取中学校の出身者による親睦団体「白兎会」に名を連ね、地元の人脈との交流も維持していた。

## 死去
1997年12月18日、肺炎のため東京都世田谷区の病院で死去。享年87。葬儀・告別式は12月22日、世田谷区瀬田の法徳寺にて執り行われた。喪主は妻・吉田良枝。自宅は東京都大田区久が原にあった。

## 著作
- 吉田四郎「電気材料としての硝子繊維」、ワット、第12巻第1号、19-24ページ（1939年発行）
- 吉田四郎 「航空機用窓硝子」、発明、第38巻第6号、8-11ページ（1941年発行）

## 栄典・受賞
- 1992年 - 日本セラミックス協会功労賞（テレビ用ガラスの生産技術の開発と産業界への貢献）[7]